# Campionat capverdià de futbol 2003
La temporada 2003 de la Lliga capverdiana de futbol fou la 24a edició d'aquesta competició de futbol de Cap Verd. Va començar el 17 de maig i va finalitzar el 2 d'agost. El torneig estava organitzat per la Federació Capverdiana de Futbol (FCF). Cap club va participar en la Champions League de la CAF 2004 ni a la Copa de Campions de la CAF 2004.
El club Académico do Aeroporto va guanyar el seu 1r títol.
L'Sporting Clube da Praia va ser el guanyador de l'edició anterior. Van participar en la competició un total d'11 clubs, un de cada lliga insular. Va ser el primer any en què les lligues de les illes de Santiago i Santo Antão es van dividir en dues zones (Nord i Sud) cadascuna.

## Clubs participants
- Académica Operária, guanyador de la Lliga de Boa Vista de futbol
- CD Nô Pintcha, guanyador de la Lliga de Brava de futbol
- Cutelinho, guanyador de la Lliga de Fogo de futbol
- Onze Unidos, guanyador de la Lliga de Maio de futbol
- Académico do Aeroporto, guanyador de la Lliga de Sal de futbol
- Paulense Desportivo Clube, guanyador de la Lliga de Santo Antão de futbol (Nord)
- Académica do Porto Novo, guanyador de la Lliga de Santo Antão de futbol (Sud)
- FC Ultramarina, guanyador de la Lliga de São Nicolau de futbol
- Batuque FC, guanyador de la Lliga de São Vicente de futbol
- Barcelona, guanyador de la Lliga de Santiago de futbol (Nord)
- CD Travadores, guanyador de la Lliga de Santiago de futbol (Sud)

### Informació sobre els clubs
| Club                      | Seu                     |
| ------------------------- | ----------------------- |
| Académica do Porto Novo   | Porto Novo              |
| Académica Operária        | Sal Rei                 |
| Académico do Aeroporto    | Espargos                |
| Barcelona                 | Tarrafal                |
| Batuque FC                | Mindelo                 |
| Cutelinho                 | Mosteiros               |
| CD Nô Pintcha             | Furna                   |
| Onze Unidos               | Vila do Maio            |
| Paulense Desportivo Clube | Paúl                    |
| CD Travadores             | Praia                   |
| FC Ultramarina            | Tarrafal de São Nicolau |

## Classificació

### Grup A
| Pos. | Equip                   | PJ | PG | PE | PP | GF | GC | Dif.G | Pts. |
| ---- | ----------------------- | -- | -- | -- | -- | -- | -- | ----- | ---- |
| 1    | FC Ultramarina          | 4  | 3  | 0  | 1  | 9  | 4  | +5    | 9    |
| 2    | CD Travadores           | 4  | 2  | 1  | 1  | 7  | 4  | +3    | 7    |
| 3    | CD Nô Pintcha           | 4  | 2  | 1  | 1  | 4  | 4  | 0     | 7    |
| 4    | Onze Unidos             | 4  | 1  | 1  | 2  | 4  | 6  | -2    | 4    |
| 5    | Académica do Porto Novo | 4  | 0  | 1  | 3  | 3  | 9  | -6    | 1    |

### Grup B
| Pos. | Equip                     | PJ | PG | PE | PP | GF | GC | Dif.G | Pts. |
| ---- | ------------------------- | -- | -- | -- | -- | -- | -- | ----- | ---- |
| 1    | Académico do Aeroporto    | 5  | 4  | 0  | 1  | 7  | 1  | +6    | 12   |
| 2    | Cutelinho                 | 5  | 3  | 2  | 0  | 7  | 3  | +4    | 11   |
| 3    | Batuque FC                | 5  | 3  | 1  | 1  | 7  | 4  | +3    | 10   |
| 4    | Paulense Desportivo Clube | 5  | 1  | 1  | 3  | 5  | 8  | -3    | 4    |
| 5    | Barcelona                 | 5  | 0  | 3  | 2  | 4  | 8  | -4    | 3    |
| 6    | Académica Operária        | 5  | 0  | 1  | 4  | 6  | 12 | -6    | 1    |

## Resultats
| Académica Porto Novo | 1 - 1 | Travadores         | 17 maig |
| Onze Unidos          | 0 - 0 | Nô Pintcha         | 17 maig |
| Académico Aeroporto  | 2 - 0 | Académica Operaria | 17 maig |
| Batuque              | 1 - 1 | Cutelinho          | 18 maig |
| Paulense             | 0 - 0 | Barcelona          | 18 maig |

| Ultramarina        | 4 - 1 | Onze Unidos          | 24 maig |
| Nô Pintcha         | 3 - 1 | Académica Porto Novo | 25 maig |
| Barcelona          | 0 - 2 | Académico Aeroporto  | 24 maig |
| Cutelinho          | 3 - 2 | Paulense             | 24 maig |
| Académica Operaria | 2 - 3 | Batuque              | 24 maig |

| Travadores           | 3 - 0 | Nô Pintcha         | 31 maig |
| Académica Porto Novo | 1 - 3 | Ultramarina        | 31 maig |
| Académico Aeroporto  | 2 - 0 | Paulense           | 31 maig |
| Batuque              | 2 - 0 | Barcelona          | 31 maig |
| Cutelinho            | 2 - 0 | Académica Operaria | 31 maig |

| Onze Unidos         | 2 - 0 | Académica Porto Novo | 14 juny |
| Ultramarina         | 2 - 1 | Travadores           | 14 juny |
| Académico Aeroporto | 1 - 0 | Batuque              | 14 juny |
| Barcelona           | 1 - 1 | Cutelinho            | 14 juny |
| Paulense            | 2 - 1 | Académica Operaria   | 14 juny |

| Nô Pintcha         | 1 - 0 | Ultramarina         | 29 juny |
| Travadores         | 2 - 1 | Onze Unidos         | 29 juny |
| Académica Operaria | 3 - 3 | Barcelona           | 28 juny |
| Batuque            | 2 - 1 | Paulense            | 28 juny |
| Cutelinho          | 1 - 0 | Académico Aeroporto | 28 juny |

## Fase final
|  | Semifinals | Semifinals             | Semifinals             | Semifinals | Semifinals |   |                | Final | Final | Final | Final | Final |
|  |            |                        |                        |            |            |   |                |       |       |       |       |       |
|  |            | Cutelinho              | 0                      | -          | -          |   |                |       |       |       |       |       |
|  |            | FC Ultramarina         | 3                      | -          | -          |   |                |       |       |       |       |       |
|  |            | FC Ultramarina         | 3                      | -          | -          |   | FC Ultramarina | 1     | 2     | 3     |       |       |
|  |            |                        |                        |            |            |   | FC Ultramarina | 1     | 2     | 3     |       |       |
|  |            |                        | Académico do Aeroporto | 3          | 3          | 6 |                |       |       |       |       |       |
|  |            | CD Travadores          | Académico do Aeroporto | 3          | 3          | 6 | 0              | 0     | 0     |       |       |       |
|  |            | CD Travadores          |                        |            |            |   | 0              | 0     | 0     |       |       |       |
|  |            | Académico do Aeroporto | 1                      | 0          | 1          |   |                |       |       |       |       |       |

### Semifinals
| Cutelinho FC | 0:3 | FC Ultramarina |
| ------------ | --- | -------------- |
|              |     |                |

 Illa de Fogo
| CD Travadores | 0:1 | Académico do Aeroporto |
| ------------- | --- | ---------------------- |
|               |     |                        |

 Campo do Coco
Praia
| FC Ultramarina | - | Cutelinho |
| -------------- | - | --------- |
|                |   |           |

 Estádio João de Deus Lopes da Silva
Ribeira Brava, Illa de São Nicolau
| Académico do Aeroporto | 0:0 | CD Travadores |
| ---------------------- | --- | ------------- |
|                        |     |               |

 Estadio Marcelo Leitão
Espargos

### Final
| FC Ultramarina | 1:3 | Académico do Aeroporto |
| -------------- | --- | ---------------------- |
| Páscoa 5'      |     | Pu 10' 32' · Nhuca 53' |

 Estadio João de Deus Lopes da Silva
Ribeira Brava, Illa de São Nicolau
| Académico do Aeroporto | 3:2 | FC Ultramarina |
| ---------------------- | --- | -------------- |
| Dixa                   |     | Vítor          |

 Estádio Marcelo Leitão
Sal
| Guanyador Académico do Aeroporto 1r títol |

## Estadístiques
- Victòria més àmplia: Ultramarina 4-1 Onze Unidos (24 maig)